# Сафуанов, Суфиян Гаязович
Суфиян Гаязович Сафуанов (баш. Суфиян Ғаяз улы Сафуанов; 2 октября 1931 — 30 ноября 2009) — башкирский писатель, филолог и литературовед, Заслуженный деятель науки Башкирской АССР (1981). Член Союза писателей Башкирской АССР (1963).

## Биография
Суфиян Гаязович Сафуанов родился 2 октября 1931 года в деревне Бикметово Туймазинского района Башкирской АССР в семье колхозника.
Окончил Бугульминское педагогическое училище, в 1957 году — историко-филологический факультет Казанского педагогического института.
Работал с 1957 по 1994 году научным сотрудником Института истории, языка и литературы Уфимского научного центра РАН, с 1996 года — заведующим кафедрой татарской филологии Башкирского педагогического института, профессор с 1997 года.
В 1962 году защитил диссертацию на ученую степень кандидата филологических наук.
Скончался 30 ноября 2009 года в Уфе.

## Научная и творческая деятельность
Писать начал во время учебы в училище. С 1949 года печатал свои рассказы и очерки. Литературной критикой занимается с 50-х годов. Писал статьи о башкирской прозе, истории башкирской литературы и литературным связям.
Суфиян Гаязович Сафуанов — автор монографии о жизни и творчестве писателя Али Карная (1961), очерка о творчестве Анвера Бикчентаева, монографии о связях башкирской литературы с литературами народов СССР «Вехи дружбы и братства» («Дуслыҡ, туғанлыҡ сәхифәләре», 1976), монографии «Проблемы развития башкирской детской литературы» (Уфа, 1988), сборников «Песня остается в строю», очерка «Тукай в Башкирии» («Туҡай Башҡортостанда», 1960).
С. Г. Сафуанов был соавтором «Очерков истории башкирской советской литературы», 4-го тома шеститомной «Истории многонациональной советской литературы» (1972), «Истории татарской литературы» (1989), четвертого, пятого и шестого томов шеститомного издания «Башкирия в русской литературе», очерка «А. С. Пушкин и Башкортостан». Он составил сборник произведений молодых башкирских писателей, погибших в Великую Отечественную войну.

## Награды и звания
- Заслуженный деятель науки Башкирской АССР (1981);
- Лауреат Уральской премии им. В. П. Бирюкова (1988);
- Премия имени Фатиха Карима.

## Избранные труды
- Башҡорт совет әҙәбиәте тарихе. Очерктар, Өфө, 1967.